# Earl Kim

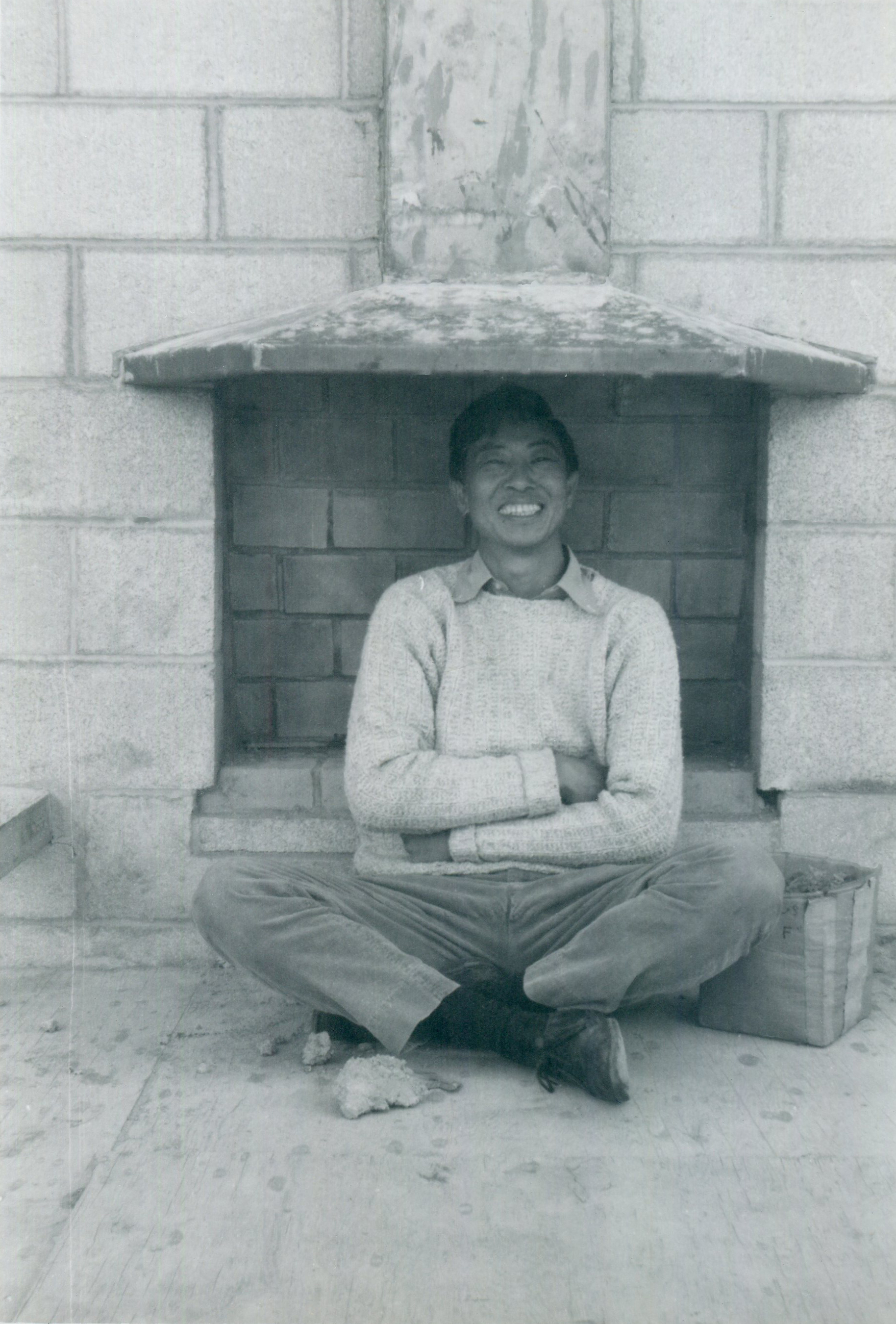
Earl Kim in Princeton

Earl Kim (* 6. Januar 1920 in Dinuba/Kalifornien; † 19. November 1998 in Cambridge/Massachusetts) war ein US-amerikanischer Komponist und Musikpädagoge.

## Leben und Wirken
Der Sohn koreanischer Einwanderer studierte 1939–1940 an der University of California, Los Angeles Komposition und Musiktheorie bei Arnold Schoenberg. Bei Ernest Bloch und Roger Sessions setzte er 1940 an der University of California, Berkeley seine Ausbildung fort, die er 1952 mit dem Mastergrad abschloss. Von 1952 bis 1967 unterrichtete er an der Princeton University, von 1971 bis 1990 an der Harvard University. Daneben wirkte er bei verschiedenen Musikzentren und Hochschulen als Composer in Residence. Zu seinen Schülern zählten u. a. Peter Maxwell Davies, Harrison Birtwistle und Bernard Rands.
Große Anerkennung bekamen Kims Vokalwerke nach Texten bedeutender Schriftsteller wie Charles Baudelaire, Arthur Rimbaud, Rainer Maria Rilke und Anne Sexton und seine Bühnenwerke nach Samuel Beckett. Von seinen Instrumentalwerken wurde am bekanntesten das Violinkonzert, das er 1979 komponierte und Itzhak Perlman widmete.

## Werke
- The Road, Liedzyklus für Bariton und Klavier
- Sonata für Violine und Klavier
- Sonata für Cello und Klavier
- Two Bagatelles für Klavier (1948–50)
- Four Bagatelles für Klavier (1950)
- Movement, Streichquartett (1952)
- Four Letters für Bariton und Klavier (1954) (Text: Frank Horne)
- Letters Found Near a Suicide für Sopran oder Bariton und Klavier (1954) (Text: Frank Horne)
- Dialogues für Klavier und Orchester (1959)
- Exercises en route, Bühnenwerk für Sopran, Instrumente, Schauspieler, Tänzer und Film (1961–70) (nach Samuel Beckett)
- Narratives für Sprecherin, Schauspieler, Instrumente, TV und Licht (1973–78) (Text: Samuel Beckett)
- Violin Concerto (1979)
- Caprices für Violine (1980)
- Now and Then für Sopran, Flöte, Viola und Harfe (1981)
- Where Grief Slumbers für Sopran, Harfe und Streichorchester (1989) (Texte: Guillaume Apollinaire, Arthur Rimbaud)
- Footfalls, Oper in einem Akt (1983) (Text: Samuel Beckett)
- Cornet: A Tale of Love and Death für Erzähler und Orchester (1983) (Text: Rainer Maria Rilke)
- Scenes From Childhood [August 1945], Bläserquintett (1984)
- Scenes From a Movie für Sopran, Bariton, Violine, Cello und Klavier (1986–88) (Text: Rainer Maria Rilke)
  - The 7th Dream (1986)
  - The 11th Dream (1988)
- Three Poems in French für Sopran und Streichquartett (1989) (Text: Paul Verlaine, Charles Baudelaire)
- Four Lines from Mallarmé für Stimme, Flöte, Vibraphon und vier Perkussionisten (1989)
- Some Thoughts on Keats and Coleridge für Chor (1990)
- Scenes from a Movie für Bariton, Chor, Harfe und Streichorchester (1991) (Text: Rainer Maria Rilke)
  - The 26th Dream (1991)
- Dear Linda für Frauenstimme, Flöte, Cello, Marimba, Klavier und Perkussion (1992) (Text: Anne Sexton)
- The White Hour für Kammerorchester, (1998)